# Jean-Adolphe Beaucé
Pour les articles homonymes, voir Beaucé (homonymie).
Jean-Adolphe Beaucé, né le 1er août 1818 à Paris et mort le 13 juillet 1875 à Boulogne-Billancourt, est un peintre français.

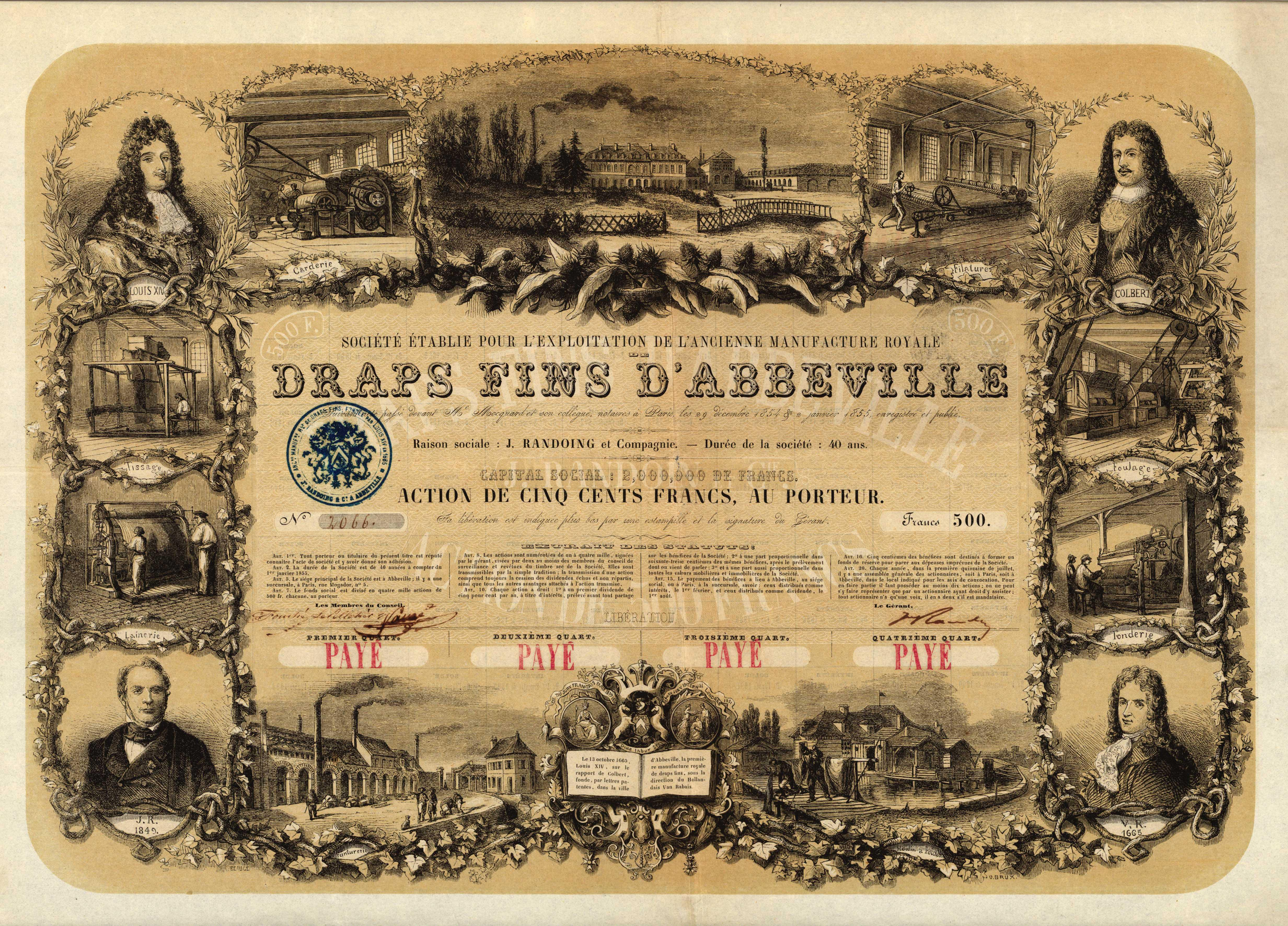
Jean-Adolphe Beaucé a conçu cette action de la Soc. Établie pour l'Exploitation de l'Ancienne Manufacture Royale de Draps Fins d'Abbeville du 2 janvier 1855.

## Biographie
Jean-Adolphe Beaucé illustre de nombreuses scènes de batailles et des œuvres d'Alexandre Dumas, comme Les Trois Mousquetaires, La Dame de Monsoreau ou Le Vicomte de Bragelonne. Il suit l'armée française dans ses campagnes, dès 1843, en Afrique du Nord, au Moyen-Orient et au Mexique.
Parmi ses élèves, figure Charles Dominique Oscar Lahalle.
Il est inhumé au cimetière du Père-Lachaise (49e division).

## Œuvres dans les collections publiques
- Compiègne, château de Compiègne : Le Général Niel à la bataille de Solférino, papier marouflé sur toile[3]
- L'Isle-Adam, musée Louis Senlecq : François Louis de Bourbon Prince de Conty, devant une scène de bataille, estampe[4]
- Narbonne, musée d'art et d'histoire : Défense héroïque du capitaine Lelièvre à Mazagran, huile sur bois[5]
- Pau, musée des beaux-arts : Portrait en pied du Maréchal Bosquet[6]
- Troyes, musée Saint-Loup : Napoléon au pont d'Arcis-sur-Aube, huile sur toile[7]
- Versailles

## Illustration d'ouvrages
- Alexandre Dumas (ill. J.A. Beaucé), Les trois mousquetaires, Paris, Lecrivain et Toubon, 1875 (lire en ligne).
- Alexandre Dumas (ill. J.A. Beaucé), Vingt ans après, Paris, Lecrivain et Toubon, 1885 (lire en ligne).
- Alexandre Dumas (ill. J.A. Beaucé), Les Quarante-cinq, Paris, Calmann Lévy, 154 p. (lire en ligne).
- Alexandre Dumas (ill. J.A. Beaucé), Le comte de Monte-Cristo, Paris, Lecrivain et Toubon, 1860, 159 p. (lire en ligne).
- Alexandre Dumas (ill. J.A. Beaucé), Le vicomte de Bragelonne, Paris, Marescq, 1875, 479 p. (lire en ligne).
- Alexandre Dumas (ill. J.A. Beaucé), Le Trou de l'enfer, Paris, Marescq et Cie, 1855, 154 p. (lire en ligne).
- Alexandre Dumas (ill. J.A. Beaucé), La dame de Monsoreau, Paris, Librairie illustrée, 1875, 560 p. (lire en ligne).
- Eugène de Mirecourt (ill. J.A. Beaucé), Confessions de Marion Delorme, Paris, V. Bunel, 1876, 840 p. (lire en ligne).
- Ann Radcliffe (ill. J.A. Beaucé), Les Mystères d'Udolphe, Paris, Marescq et Cie, 1869, 96 p. (lire en ligne).
- Eugène Sue (ill. J.A. Beaucé), Jean Bart et Louis XIV : drames maritimes du XVIIe siècle, Paris, Marescq et Cie, 1851, 490 p. (lire en ligne).
- Eugène Sue (ill. J.A. Beaucé), Les mystères de Paris, Paris, [s.n.], 1851, 384 p. (lire en ligne).
- Victor Hugo (ill. J.A. Beaucé), Les Burgraves, Paris, J. Hetzel, 48 p. (lire en ligne).

## Galerie

Peintures de Jean-Adolphe Beaucé
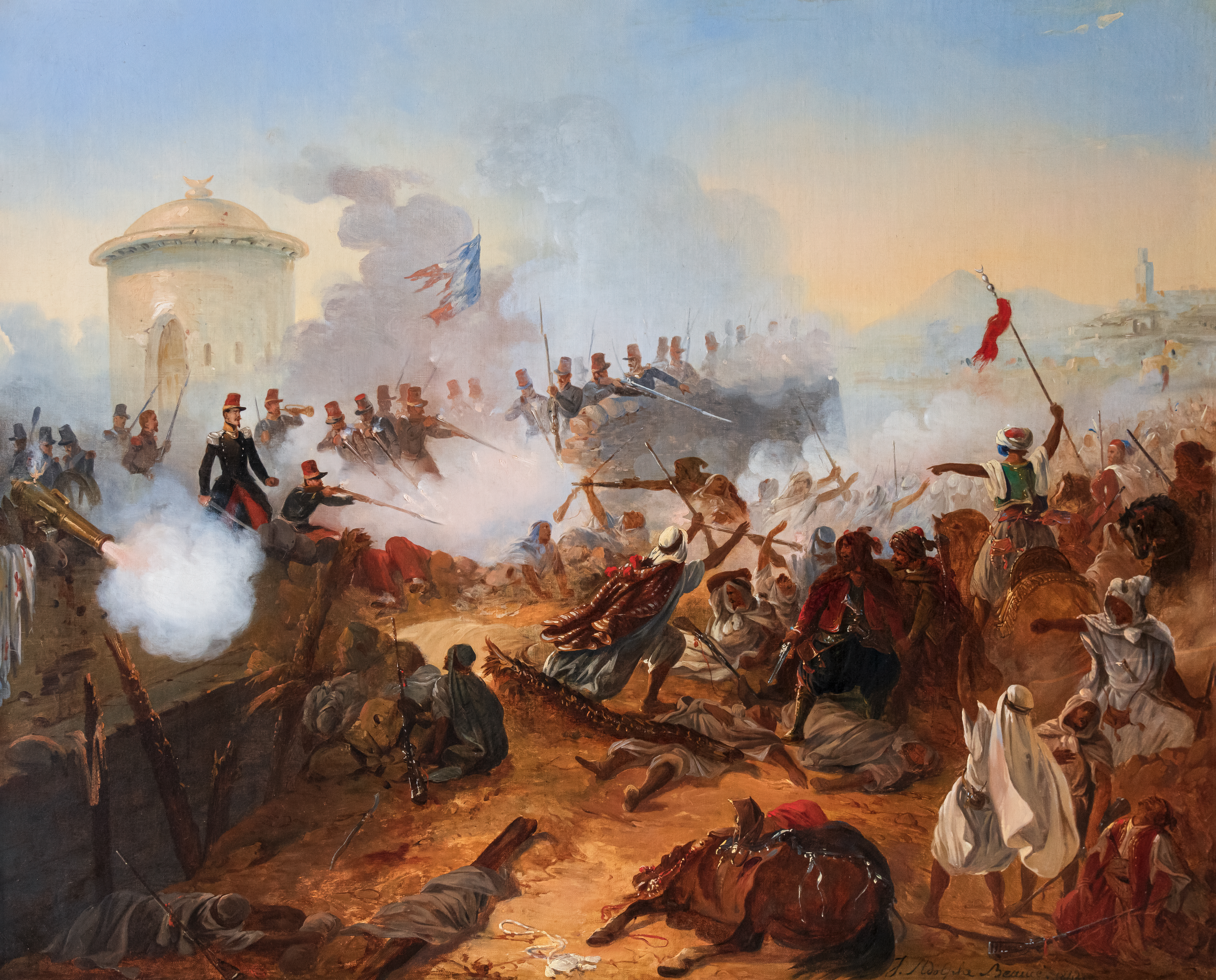
Défense héroïque du capitaine Lelièvre à Mazagran, Narbonne
Achille-Francois Bazaine, Marechal de France (1811-1888), château de Versailles
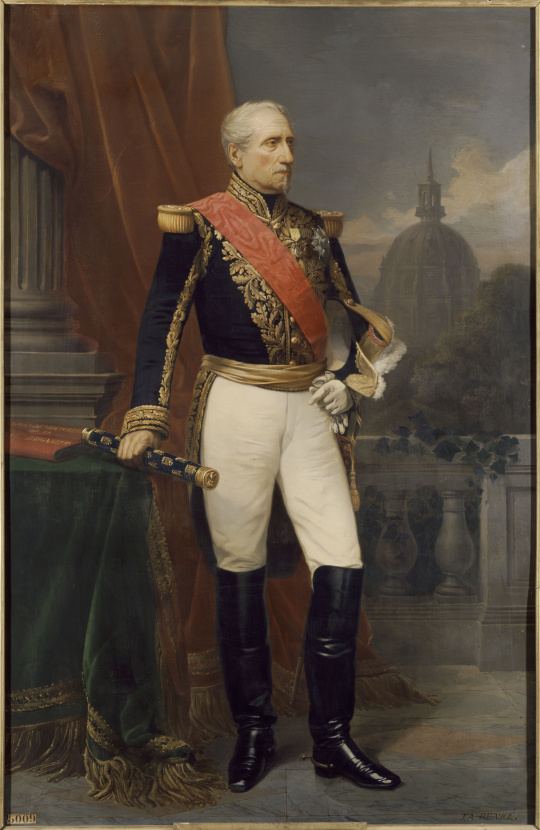
Philippe Antoine, comte d'Ornano, maréchal de France (1784-1863), château de Versailles
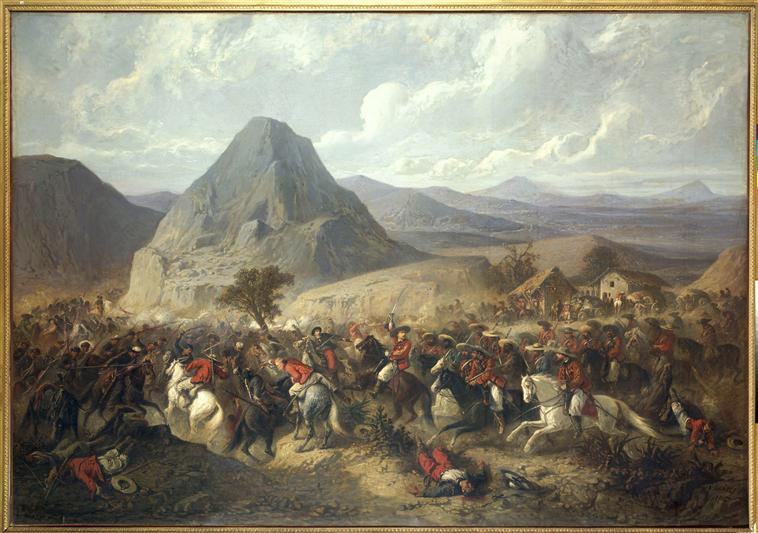
Bataille de Hierba-Buena, Musée de l'Armée (Paris)